# Gonostegia pentandra
Gonostegia pentandra là loài thực vật có hoa trong họ Tầm ma. Loài này được (Roxb.) Miq. mô tả khoa học đầu tiên năm 1869.